# ZYX (音響機器メーカー)
ZYX株式会社（ジックス、英: ZYX Co., Ltd.）は、千葉県長生郡長柄町に本社を置く、日本の音響機器メーカー。
主にアナログレコードを再生するためのフォノピックアップカートリッジの開発、製造、販売を行っている。1986年設立。

## 概要
1986年、音響技術者の中塚久義によって創業。独自の技術であるリアルステレオ発電機構による完全左右同一音再生を可能とする「ムービング・コイル（MC）型フォノカートリッジ」を多くリリースしている。

## 主な製品
R / RS
- RS10
- RS20
- RS30
- R100
- R1000
- R50Bloom
- OMEGA

Ultimate
- Ultimate100
- Ultimate-AIRY
- Ultimate-4D
- Ultimate-OMEGA
- Ultimate-DYNAMIC
- Ultimate-ASTRO

## 社名の由来
- Z（時間軸）、Y（振幅）、X（周波数）の3次元的要素の整合によるアナログオーディオ再生が由来。